# Формула Шеррера
Формула Шеррера, в кристаллографии и рентгеновской дифракции, формула связывающая размеры малых частиц (кристаллитов) с шириной дифракционных пиков. Названа в честь Пауля Шеррера. Формула обычно используется для определения размеров разного рода наночастиц. В литературе часто встречается ошибочное название "формула Дебая-Шеррера". П. Дебай не имеет отношения к данной формуле. Он лишь представил исследование П. Шеррера по данной теме на заседании физического общества в Гёттингене в 1918 г.

## Общий вид формулы Шеррера
Формула Шеррера может быть записана в виде:
{\displaystyle d={\frac {K\lambda }{\beta \cos \theta }}}
где:
- d — средний размер областей когерентного рассеяния (доменов, кристаллитов), который может быть меньше или равным размеру зерна;
- K — безразмерный коэффициент формы частиц (постоянная Шеррера);
- λ — длина волны рентгеновского излучения;
- β — ширина рефлекса на полувысоте по Лауэ (в радианах, и в единицах 2θ);
- θ — угол дифракции (брэгговский угол).

Коэффициент K в зависимости от формы частиц может принимать различные значения. Например, для сферических частиц K обычно принимают равным 0,9 . А для, например, кристаллитов кубической формы постоянная Шеррера может быть рассчитана для каждого рефлекса по следующей формуле :
{\displaystyle K={\frac {6\left|h\right|^{3}}{{\sqrt {h^{2}+k^{2}+l^{2}}}(6h^{2}-2\left|hk\right|+\left|kl\right|-2\left|hl\right|)}}.}
где {\displaystyle h,k} и {\displaystyle l} - индексы Миллера.

## Применение
Формула Шеррера неприменима для кристаллов, размеры которых больше 0,1 — 0,2 мкм (100—200 нм). Следует отметить, что, кроме инструментального уширения и уширения из-за размеров кристаллитов, существуют другие различные факторы, которые могут внести вклад в ширину пиков на дифрактограммах. Как правило, таковыми являются искажения и дефекты кристаллической решетки. Свой вклад в уширение пиков могут вносить дислокации, дефекты упаковки, двойникование, микронапряжения, границы зерен, субграницы, временные напряжения, химическая разнородность.

## Дополнительные материалы
- R. Jenkins & R.L. Snyder, Introduction to X-ray Powder Diffractometry, John Wiley & Sons Inc., 1996, p 89-91, ISBN 0-471-51339-3.
- H.P. Klug & L.E. Alexander, X-Ray Diffraction Procedures, 2nd Ed., John Wiley & Sons Inc., 1974, p 687—703, ISBN 978-0-471-49369-3.
- B.E. Warren, X-Ray Diffraction, Addison-Wesley Publishing Co., 1969, p 251—254, ISBN 0-201-08524-0.